# Пресиян Кисьов
Пресиян Кисьов, известен под псевдонима Pressi Kiss, е български оперен певец и композитор.

## Биография
Пресиян Кисьов е роден на 12 март 2005 г. в Стара Загора в семейство на художници. Завършва НУМСИ „Христина Морфова“ в класа по класическо пеене на Нина Димитрова-Иванова.
През 2021 г. едва на 16 години постъпва като артист-хорист в Държавната опера в Стара Загора, ставайки най-младият член на операта на трудов договор. Работи с оперната прима Стефка Минева.
Започва да композира собствени песни на 13 г., като музиката му веднага се забелязва на местните радио музикални класации. Свири на китара и пиано, като често ги ползва за акомпанимент на живо. Участва в няколко краткотрайни групи, сред които най-задържалата се Beatmax, но тя се разпада и той започва да свири сам поради липса на общи стилове с музикантите, с които се запознава. През лятото на 2020г. е поканен от община Стара Загора да се включи в събитие наречено ,,Музикантите на Стара Загора заявяват: „Тук сме!", което е организиран концерт на открито на главната улица в града  Свири из цяла Стара Загора и околността, събирайки млади почитатели.
През 2021 г. групата Beatmax е поканена да изпълни концерт на лятната сцена на община Стара Загора, където успява да покаже авторски песни на Пресиян на старозагорската публика. Същата година Beatmax свири на популярни за града места като Къщата на архитект Димов и „Клубъ“.
Малко след разпадането на Beatmax Пресиян започва да свири самостоятелно под псевдонима си, като набляга върху писането на нови авторски песни. През 2022 г. е поканен да свири на уличен концерт пред читалище „Искра“ в град Казанлък, а малко след това на събитие „Арт Булевард“ в местния мол, отново организирано от общината.
След неуморна работа над нови песни, Pressi Kiss наема студио ,,Dream Star Records'', за да подготви новия си албум ,,Love Hope E. P.'', състоящ се от 6 песни, които смята да представи в Р. Ирландия и цяла Европа. 

## Дискография

### Сингли:
1. The asocial man
2. Shut up
3. Brokenhearted blues
4. She's the teaser
5. Един миг
6. U’ got me falling

### Love Hope E.P.
1. Love Hope
2. You and me
3. Somebody else
4. Dreams of you
5. She's the teaser
6. U' got me falling